# Korbzelle
Als Korbzelle werden in der Kleinhirnrinde von Wirbeltieren die Interneurone bezeichnet, die in der Molekularschicht proximal zur Purkinjezellschicht liegen. Sie haben viele Eigenschaften gemeinsam mit den Sternzellen des Kleinhirns, den anderen Interneuronen der Molekularschicht, die jedoch weiter distal von der Purkinjezellschicht gesehen liegen.
Korbzellen werden von Parallelfasern glutamaterg innerviert. Sie besitzen sowohl ionotrope (AMPA-Rezeptor und NMDA-Rezeptor) als auch metabotrope Glutamatrezeptoren (insbesondere mGluR1).
Ähnlich wie an den Purkinjezellen ruft repetitive (salvenartige) Parallelfaserentladung in Korbzellen (und Sternzellen) ein langsames mGluR1-vermitteltes postsynaptisches Potential hervor.